# حديقة القصر
حديقة القصر أو حديقة الخديوي أو حديقة النادي السياسي أو بارك حلوان (بالإنجليزية: Al Qasr Garden)‏ هي إحدى حدائق القاهرة الكبرى التاريخية حيث انشئت في عهد الخديوي توفيق سنة 1887م عند افتتاح تياترو كازينو حلوان، تبلغ مساحة الحديقة حالياً 7700 متر مربع بعدما كانت 140.000 متر مربع.

## تاريخ

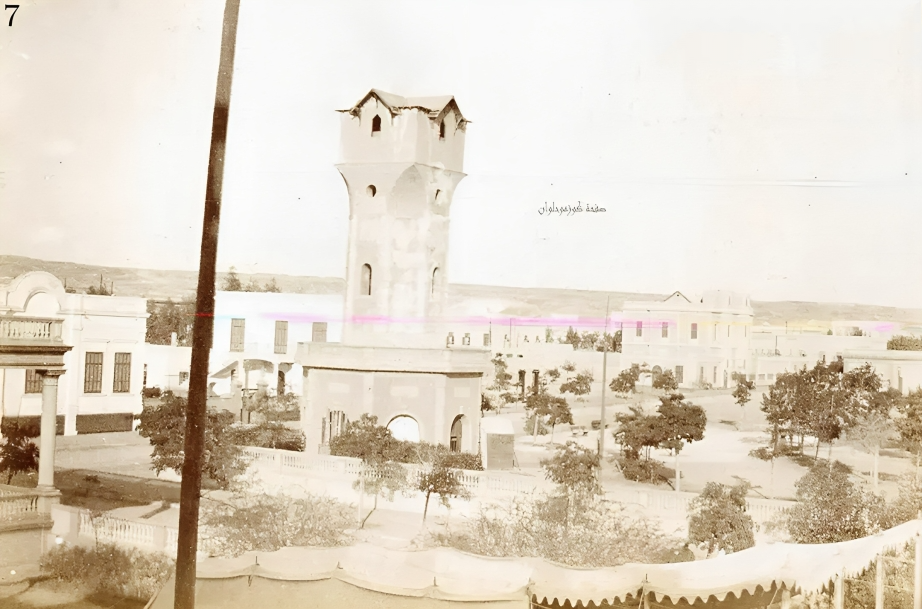
برج حلوان بالحديقة 1905م

بنت شركة إخوان سوارس في عهد الخديوي توفيق سنة 1887م مباني جعلتها حوانيت للباعة ومقاهي وكانت تفتح على الناحيتين الحديقة والشارع وغرست به حديقة، وبنت قريبا من منزل رايل بك ومسرح حلوان وأنشأت أمامه فسقية كهربائية لا نظير لها تتدفق منها مياه ملونة تتغير بسرعة غربية وربما لأن المسرح لم يكن به عروض بشكل مستمر فقد استخدم كازينو أيضا وكذلك بعد أن أزيل منزل رايل أصبح محله كازينو مكشوف يغطي بتنده للترفيه(حاليا مبني شركة الكهرباء)، كما بني بالجهة الشمالية الغربية داخل الحديقة برج يمكن رؤية حلوان بالكامل منه لم يبقى منه حاليا سوى قاعدته المثمنة.
وكان شارع نوبار باشا (أحمد أنسي حاليا) يقسم الحديقة نصفين فأقامت به شركة سوارس كوشك للموسيقى تعزف فيه الفرقة الخديوية يوم الأحد من كل أسبوع.
كان الملك فاروق يحضر إلى هذا المسرح بصحبة شخصيات بارزة لحضور ومشاهدة المسرحيات والعروض الفنية الأخرى.

### مسرح حلوان

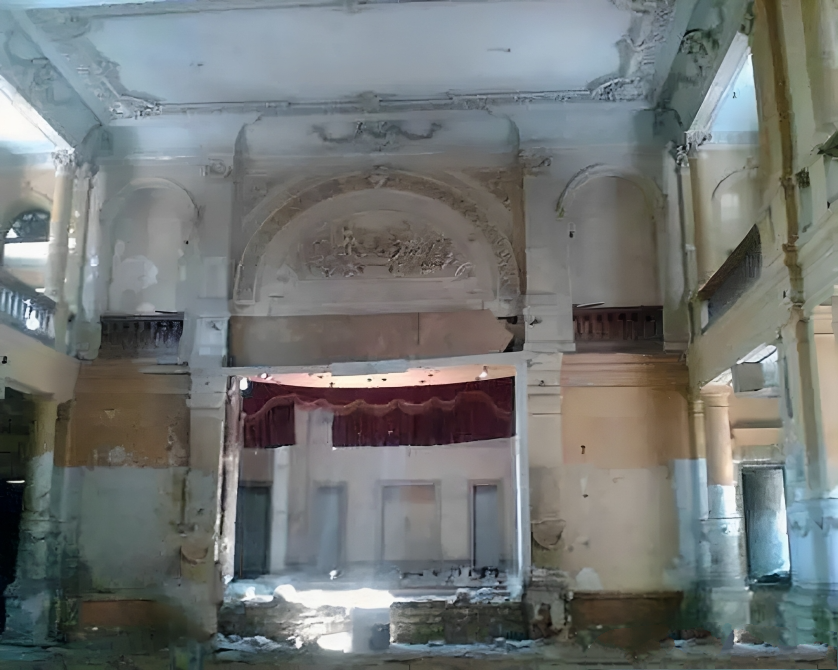
كازينو حلوان حالياً

ظل كازينو الخديوي توفيق زاخراً بجميع الأنشطة السياسية والثقافية والاجتماعية منذ نشأته حتي قيام ثورة يوليو 1952 أصبح المبني مقرا للاتحاد القومي، ثم نادياً سياسياً، ثم مقرا للاتحاد الاشتراكي وأقيمت فيه العديد من الندوات واللقاءات للقيادات العربية والإقليمية مع قيادات مجلس الثورة، حتي إن الرئيس الراحل ياسر عرفات زار المقر أكثر من مرة عامي 1968م و1969، حتي أواخر السبعينيات بعدها عام 1979 وسميت الحديقة لذلك بحديقة النادي السياسي .
تسلم الحزب الوطني الديمقراطي المسرح ليصبح مقرا له بحلوان مقابل إيجار شهري قيمته جنيه واحد شهرياً يسدد لمحافظة القاهرة، وتم تجميد جميع الأنشطة التي كانت تقام به، وفي أواخر الثمانينيات انتقل الحزب لمقر جديد وقام بإغلاق المكان في الوقت الذي رفضت فيه عروض كثيرة مقدمة من جمعيات ثقافية وفنية وأهلية لاستغلال المكان لأي من الأنشطة، أو أن يتولي أمره المجلس الأعلي للآثار وأن جميع المحاولات أجهضت. ومع مطلع عام 2000 تم السماح لجمعية التأهيل الاجتماعي للمعاقين باستغلال المسرح كمقر لهم حتي نشب حريق بالمكان وبمعاينة النيابة تبين اختفاء وسرقة جميع التحف والآثار التي كانت موجودة به كالسلالم النحاسية والرخامية والتحف والزخارف البارزة والأخشاب الباركية التي كانت تغطي المسرح وأرضيته بسمك 20 سم بسبب إهمال المسؤولين عنه، تحول إلي أطلال، فالمبني الرئيسي أصبح عبارة عن هيكل قائم يخلو من جميع أنواع الزينة، ولم يبق منها سوي بلكونات المشاهدة والسلالم والأسقف وبعض الأبواب المغلقة بالسلاسل التي يعلوها الصدأ. ووصل يد الإهمال الي حديقة الكازينو هناك نباتات تعد بمثابة محمية طبيعية، لأنه تم بذل جهد مضنٍ لزراعة هذه النوعيات من النباتات والتي تم نقلها من أوروبا كنخيل «ساسال» الذي لا يوجد سوي بالحديقة وأمام جامعة القاهرة، وكذلك «الكوكس» الذي لا يوجد إلا بها وبجزيرة النباتات في أسوان «وبرتشارديا ولاتنيا» وأن عددا كبيرا منها مهدد بالهلاك في ظل هذه الظروف.

## معرض الصور

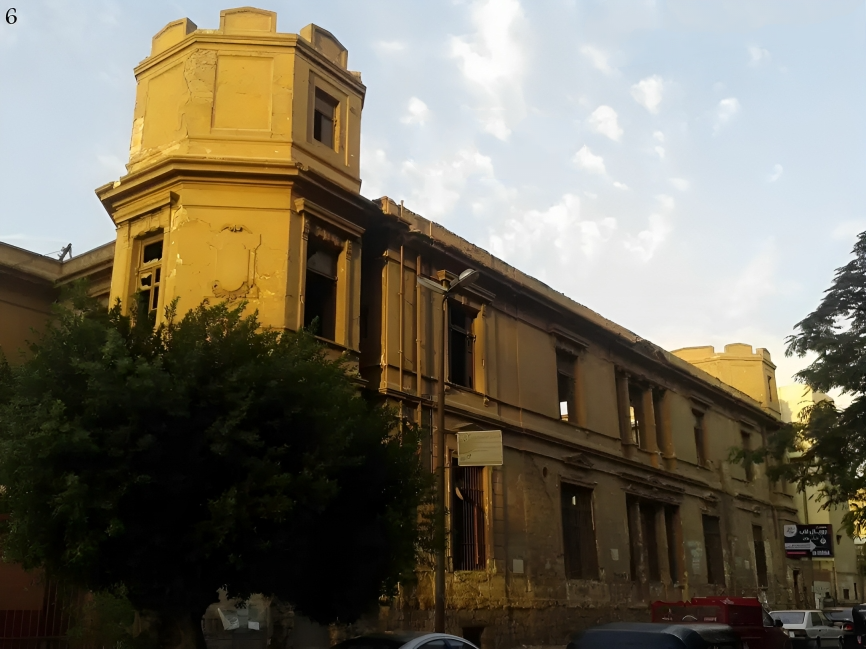
كازينو حلوان حالياً

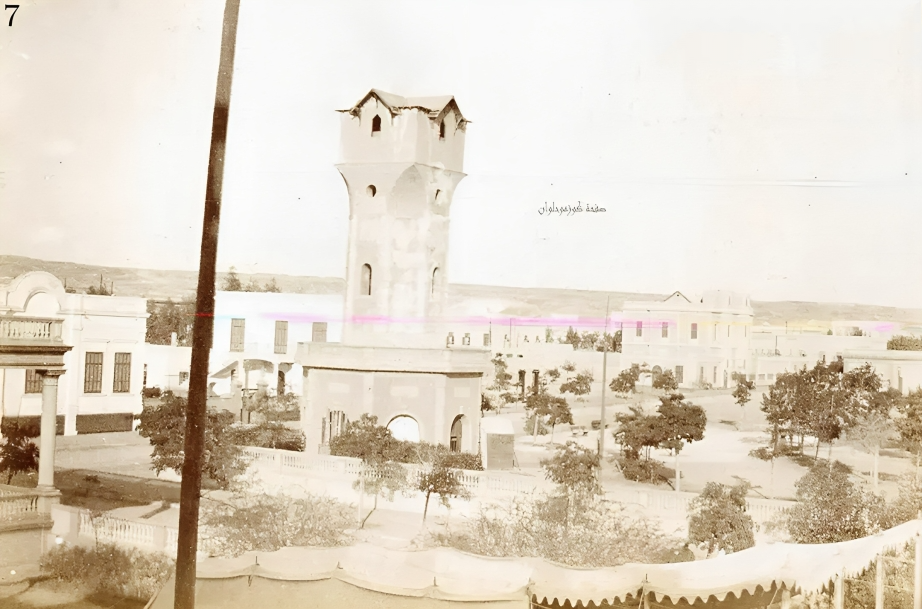
برج حلوان بالحديقة 1905م

## تطوير الحديقة
جرت محاولات عدة لتطوير المسرح لكن الي الآن لم يحدث هذا إلي الآن ولكن طورت الحديقة بعد إهمال شديد ولم يتبقي منه إلا الجزء الغربي وتحول الجزء الشرقي منها الي موقف سرفيس.
أطلق حاليا على الجزء الغربي من الحديقة بعد التجديدات إسم حديقة القصر وتقع الحديقة بشارع راغب بالقرب من محطة مترو حلوان وتقام علي مساحة 7700 م2، كما تم إدراج الحديقة ضمن الحدائق العامة بالمحافظة٠

## الموقع
تقع الحديقة تجاه محطة مترو حلوان بميدان سعيد باشا وحدوده شوارع منصور باشا شرقا، راغب باشا غربا، حسين كامل (المراغي حاليا) شمالا، محمد سيد أحمد جنوبا ،
تقع حاليا على شارع نوبار باشا عند تقاطع شارع محمد سيد أحمد، بجوار مكتب بريد حلوان الحمامات على مساحة شاسعة، تتقدمها حديقة وطرازه العام يتبع نظام النهضة الفرنسية المستحدثة، تحتوي علي كشك الموسيقي بالحديقة مازال قائم حتي الآن، حيث كانت تجتمع فيه بعض الفرق الموسيقية كل يوم جمعة من الأسبوع للعزف مجاناً للجماهير طيلة اليوم .

## معالم
كانت المساحة الخارجية عبارة عن حديقة كبيرة واسعة تتوسطها نافورة مياه كهربائية لا نظير لها تتدفق منها مياه ملونة تتغير بسرعة غربية وبجوارها مسرح حلوان كانت الفرق الموسيقية الخاصة بالجيش تقيم فيه حفلات و مناسبات مختلفة.
هناك نباتات تعد بمثابة محمية طبيعية، لأنه تم بذل جهد مضنٍ لزراعة هذه النوعيات من النباتات والتي تم نقلها من أوروبا كنخيل «ساسال» الذي لا يوجد سوي بالحديقة وأمام جامعة القاهرة، وكذلك «الكوكس» الذي لا يوجد إلا بها وبجزيرة النباتات في أسوان «وبرتشارديا ولاتنيا» وأن عددا كبيرا منها مهدد بالهلاك في ظل هذه الظروف.

## وصلات خارجية
- الموقع الرسمي للحديقة
- | - ع - ن - ت معالم حلوان         | - ع - ن - ت معالم حلوان                                                                                                                                                                                                                                                                                                                                                                                                                                                                                                                                                                                 | - ع - ن - ت معالم حلوان |
| ------------------------------- | --- | ----------------------- |
| معالم ومتاحف تاريخية            | - متحف ركن فاروق، - متحف الشمع، - مسرح حلوان، - مقبرة حلوان، |                         |
| قصور                            | - قصر الخديوي توفيق، - قصر الوالدة باشا، - قصر الأميرة خديجة، - قصر أمينة هانم إلهامي، |                         |
| دور عبادة (مساجد/ كنائس /معابد) | - مسجد التوفيقي، - مسجد الجلاد - جامع الإمام المراغي، - مسجد بلال بن رباح، - مسجد عزام، - كنيس بيت أهارون، |                         |
| مصانع وشركات                    | - حلوان للصناعات الهندسية، - حلوان للأجهزة المعدنية، - النصر لصناعة السيارات، - القابضة للصناعات المعدنية، - حلوان للآلات والمعدات، - حلوان للأجهزة المعدنية، - حلوان للصناعات غير الحديدية، - حلوان للمسبوكات، - حلوان لمحركات الديزل، - مصنع حلوان للصناعات المتطورة، - مصنع سيماف، - عمر أفندي، - الهيئة العربية للتصنيع، - النصر لصناعة السيارات، - القومية للأسمنت، - الهيئة القومية للإنتاج الحربي (مصر)، - أسمنت حلوان، - الحديد والصلب المصرية، - مفكو حلوان، - مصنع الطائرات (الهيئة العربية للتصنيع)، - مصنع الإلكترونيات (الهيئة العربية للتصنيع)، - مصنع المحركات (الهيئة العربية للتصنيع)، |                         |
| مطارات                          | - مطار حلوان الجوي |                         |
| حدائق                           | - الحديقة اليابانية، - حديقة الست خضرة، - حديقة 6 أكتوبر، - حديقة القصر، - حديقة الربيع المتميزة، - حديقة الفتح، - حديقة الفيروز، |                         |
| جامعات                          | - جامعة حلوان، - جامعة حلوان الأهلية، - جامعة مايو، |                         |
| ميادين                          | - ميدان الشهداء، - ميدان ركن فاروق، |                         |
| العيون الكبريتية والمعدنية      | - كابريتاج حلوان، - عيون الست خضرة الكبريتية، - عين حلوان المعدنية، - حمامات حلوان الكبريتية، |                         |
| شياخات وضواحي قديمة             | - حلوان، - حي حلوان، - وادي حوف، - حدائق حلوان، - عين حلوان، - التبين، - عزبة الوالدة، - كفر العلو، - حلوان البلد، - أرض اللواء، |                         |
| فنادق                           | - فندق نيو حلوان، - فندق قصر اليابان |                         |